# Robecco d’Oglio
Robecco d’Oglio (lombardul: Robèch, cremonai nyelvjárásban: Rubéch) település Olaszországban, Lombardia régióban, Cremona megyében. Lakosainak száma 2239 fő (2023. január 1.). Robecco d’Oglio Corte de’ Cortesi con Cignone, Olmeneta, Pontevico, Verolavecchia, Corte de’ Frati és Pozzaglio ed Uniti községekkel határos.

## Népesség
A település lakossága az elmúlt években az alábbi módon változott:
| Lakosok száma | 2285 | 2409 | 2343 | 2327 | 2239 |
|               | 2008 | 2013 | 2017 | 2018 | 2023 |